# Jean-Patrice Ndaki Mboulet
Jean Patrice Ndaki Mboulet est un joueur camerounais de volley-ball né le 5 mai 1979. Il mesure 2,01 m et joue attaquant. Il totalise 240 sélections en équipe du Cameroun. Son frère cadet Yves Marcel Ndaki Mboulet est également joueur de volley-ball.

## Biographie
En 2000, il a été choisi MVP de la Ligue du Cameroun, jouant dans l'équipe de Port Douala.
En 2002, il s'installe en France où il se produit dans quatre clubs. Durant la saison 2002/2003, il était concurrent de l’AS Fréjus, dans les années 2003-2005 - Montpellier UC, puis il a joué dans le club de l’AS Cannes, avec lequel il a atteint la finale de la Coupe de France (2006). Au cours de la saison 2006/2007, il a défendu les couleurs du volley-ball Saint-Brieuc Côtes-d'Armor (Pro A).
En 2007, il a rejoint le club japonais Sakai Blazers. En 2008, il a reçu le prix du meilleur joueur de V-League et, en 2009, il a été sélectionné pour la sixième saison.
Il doit rejoindre le VBC Fully en 2020 mais la pandémie de Covid-19 repousse son arrivée à 2022.

## Clubs
| Club                         | Pays   | De        | À         |
| ---------------------------- | ------ | --------- | --------- |
| AMSL Fréjus                  | France | 2001-2002 | 2002-2003 |
| Montpellier UC               | France | 2003-2004 | 2004-2005 |
| AS Cannes                    | France | 2005-2006 | 2005-2006 |
| Saint-Brieuc CAVB            | France | 2006-2007 | 2006-2007 |
| Osaka Blazers Sakai          | Japon  | 2007-2008 | 2011-2012 |
| JTEKT Stings Kariya          | Japon  | 2012-2013 |           |
| Kuwait Sporting Club         | Koweït | 2013-2014 |           |
| Chaumont Volley-Ball 52      | France | 2013-2014 | 2014-2015 |
| Asswehly Sports Club         | Libye  | 2015-2016 | 2015-2016 |
| Arago de Sète                | France | 2015-2016 | 2015-2016 |
| Amiens Métropole Volley-Ball | France | 2016-2017 | 2018-2019 |

## Palmarès
- Coupe d'Afrique de Volleyball
  - Champion d'Afrique: 2001
  - Vice Champion d'Afrique : 2011
- Championnat de France Pro A 
  - Meilleur marqueur et meilleur attaquant : 2006-2007.
- Championnat du Japon
  - Finaliste : 2009
  - Finaliste:  2010
  - Champion : 2011
- Jeux Africains
  - Médaillé d'Or Jeux Africains : 2011
- Coupe de France
  - Finaliste : 2006